# Панталоне
Панталоне су део одеће, којом се прекрива доњи део тела. У западној цивилизацији се носе од XVI века, а од друге половине XX века постају обичајни одевни предмет, најпре код мушкараца, а касније и код жена. Шортс је сличан панталонама, али са ногавицама које се спуштају само до предела колена, више или ниже у зависности од стила одеће. Да би се разликовали од кратких панталона, панталоне се могу назвати „дугачке панталоне“ у одређеним контекстима као што је школска униформа, при чему се скројени шортс могу назвати „кратке панталоне“ у Великој Британији.
Најстарије познате панталоне, које датирају из периода између тринаестог и десетог века пре нове ере, пронађене су на гробљу Јангхај у Турпану, Синђан (Тохарци), у данашњој западној Кини. Направљене од вуне, те панталоне су имале равне ногавице и широке препоне и вероватно су биле направљене за јахање.

## Кратке панталоне
Осим оних панталона које прекривају ноге у потпуности, постоји и читав низ оних који у потпуности или делимично откривају ноге, тзв. кратке панталоне. Постоји више врста кратких панталона.

## Историја

### Праисторија
Постоје докази, из фигуративне уметности, да су панталоне ношене у горњем палеолиту, као што се види на фигурама пронађеним на сибирским налазиштима Малта и Бурет. Тканине и технологија за њихову израду су крхке и лако се распадају, те се често не налазе међу артефактима откривеним на археолошким налазиштима. Најстарије познате панталоне пронађене су на гробљу Јангхај, извађене из мумија у Турпану, Синђан, западна Кина, које припадају народу Таримског басена; датиране су у период између тринаестог и десетог века пре нове ере и направљене су од вуне, панталоне су имале равне ногавице и широке препоне, и вероватно су биле направљене за јахање.

### Антика
Панталоне улазе у забележену историју у шестом веку пре нове ере, на каменим резбаријама и уметничким делима Персеполиса, и са појавом евроазијских номадских јахача у грчкој етнографији. У то време, познато је да су ирански народи попут Скита, Сармата, Согдијанаца и Бактријанаца, између осталих, заједно са Јерменима и народима источне и централне Азије, као што су Сјонгну/Хуну, носили панталоне. Верује се да су панталоне носила оба пола међу овим раним корисницима.
Стари Грци су користили термин „ἀναξυρίδες“ (анаксириди) за панталоне које су носили источни народи и „σαράβαρα“ (сарабара) за широке панталоне које су носили Скити. Међутим, они панталоне нису носили јер су их сматрали смешним, користећи реч „θύλακοι“ (тулакој), мн. од „θύλακος“ (тулакос), „врећа“, као жаргонски израз за широке панталоне Персијанаца и других народа са Блиског Истока.
Републикански Рим је гледао на огрнуту одећу грчке и минојске (критске) културе као на амблем цивилизације, а на презрене панталоне као на обележје варвара. Међутим, како се Римско царство ширило изван медитеранског басена, већа топлота коју су пружале панталоне довела је до њиховог усвајања. Две врсте панталона су на крају добиле широку примену у Риму: феминалија, које су добро пристајале и које су обично падале до колена или до средине листова, и бракај, панталоне слободног кроја које су се затварале на глежњевима. Оба одевна предмета су првобитно преузета од Келта у Европи, иако је касније познавање персијског Блиског истока и Теутонаца повећало прихватање. Феминалија и бракај су почеле да се користе као војна одећа, касније су се прошириле на цивилну одећу и на крају су направљене од различитих материјала укључујући кожу, вуну, памук и свилу.

### Европа пре 20. века
Као меру модернизације, руски цар Петар Велики је 1701. године издао указ којим је заповедио да сваки руски човек, осим свештенства и сељака, мора да носи панталоне.
Западњачку одећу носиће сви бојари, чланови наших савета и нашег двора... московска господа, секретари... провинцијска властела, гости, владини чиновници, стрелци, чланови еснафа који су набавили за наше домаћинство, грађане Москве свих рангова, и становници провинцијских градова...осим свештенства и сељака који обрађују земљу. Горња хаљина ће бити француског или саксонског кроја, а доња хаљина...--прслук, панталоне, чизме, ципеле и шешири--ће бити немачког типа.
Панталоне су постале модерне у Енглеској раног деветнаестог века и регентској ери. Стил је увео Бо Брамел (1778–1840) и средином века су истиснуле бричес као модерна улична одећа. У ово време, чак и панталоне до колена усвојиле су отворени доњи део панталона (види шорц) и носили су их млади дечаци, за спорт и у тропским климама. Саме панталоне су преживеле у двадесет првом веку као дворска одећа, а такође и у широким верзијама до средине листова (или три четвртине дужине) познатим као плус четири које носе за активне спортове и млади школарци. Овакве панталоне и данас носе играчи бејзбола и америчког фудбала, као и коњаници.

### Жене у панталонама
У западном друштву, источна култура је била та која је инспирисала француског дизајнера Пола Поареа (1879–1944) да буде један од првих који је дизајнирао панталоне за жене. Године 1913, Поаре је креирао широке панталоне широких ногавица за жене зване харемске панталоне, које су биле засноване на костимима популарног балета Шехерезада. Написана од сране Николаја Римског-Корсакова 1888. године, Шехерезада је заснована на збирци легенди са Блиског истока под називом 1001 арапска ноћ.
Почетком двадесетог века, жене пилоти и друге запослене жене често су носиле панталоне. Честе фотографије из 1930-их глумица Марлен Дитрих и Катарин Хепберн у панталонама помогле су да панталоне буду прихватљиве за жене. Током Другог светског рата, жене запослене у фабрикама или које су обављале друге „мушке послове” у ратној служби носиле су панталоне када је посао то захтевао. У послератној ери, панталоне су постале прихватљива лежерна одећа за баштованство, плажу и друге активности у слободно време. У Британији током Другог светског рата, рационализација одеће је навела жене да носе цивилну одећу својих мужева, укључујући панталоне, на посао док су мушкарци служили у оружаним снагама. То је делимично било зато што су их сматрале практичним за рад, али и зато што су жене могле да задрже свој додатак за одећу за друге сврхе. Како је ова пракса ношења панталона постајала све раширенија и како се мушка одећа трошила, биле су потребне замене. До лета 1944. објављено је да је продаја женских панталона била пет пута већа него претходне године.
Године 1969. представница Шарлот Рид (Р-Ил.) постала је прва жена која је носила панталоне у америчком Конгресу.
Пат Никсон је била прва америчка прва дама која је носила панталоне у јавности.
Године 1989, сенаторка државе Калифорније Ребека Морган постала је прва жена која је носила панталоне у сенату америчке државе.
Хилари Клинтон је била прва жена која је носила панталоне на званичном портрету прве даме Америке.
Женама није било дозвољено да носе панталоне на поду америчког Сената до 1993. године. Године 1993, сенатори Барбара Микулски и Керол Мозли Браун носиле су панталоне у Сенату у супротности са правилом, а убрзо затим уследило је женско особље за подршку; Правило је касније те године изменила наредница Сената Марта Поуп како би се женама омогућило да носе панталоне на поду све док носе и јакну.
У Малавију женама није било законски дозвољено да носе панталоне под владавином председника Камузу Банде све до 1994. године. Овај закон је уведен 1965. године.
Од 2004. Међународна клизачка унија дозвољава женама да носе панталоне уместо сукње на такмичењима у клизању.
Новинарка Лубна Хусеин је 2009. године кажњена у износу од 200 долара када ју је суд прогласио кривом за кршење суданских закона о пристојности зато што је носила панталоне.
Краљевска канадска коњичка полиција је 2012. године почела да дозвољава женама да носе панталоне и чизме уз све своје формалне униформе.
Током 2012. и 2013. године, мормонске жене су учествовале у „Носите панталоне на Дан цркве“, у којој су носиле панталоне у цркву уместо уобичајених хаљина како би подстакле родну равноправност у цркви Исуса Христа светаца последњих дана. Више од хиљаду жена је учествовало 2012. године.
Турски парламент је 2013. године укинуо забрану да жене посланице носе панталоне у државној скупштини.
Такође 2013. године, званично је одбачен стари подзаконски акт који захтева од жена у Паризу у Француској да траже дозволу од градских власти пре него што се „обуку као мушкарци“, укључујући ношење панталона (са изузецима за оне који „држе управљач бицикла или узде коња“). Тај правилник је опозвала француска министарка за женска права Нажат Вало-Белкасем. Уредба је првобитно имала за циљ да спречи жене да носе панталоне које су биле у моди код париских побуњеника у Француској револуцији.
Индијски породични суд у Мумбају је 2014. године пресудио да је муж који је приговарао својој жени што носи курту и фармерке и приморавао је да носи сари представља окрутност коју је нанео муж, и да то може бити основ за тражење развода. Супрузи је стога одобрен развод по основу окрутности како је дефинисано у члану 27(1)(д) Посебног закона о браку, 1954.
До 2016. године неке женске чланице посаде Бритиш ервејза су морале да носе стандардну „амбасадор“ униформу Бритиш ервејза, која традиционално није укључивала панталоне.
Године 2017, црква Исуса Христа светаца последњих дана објавила је да њене службенице могу да носе „професионалне панталоне“ док су на послу; хаљине и сукње су раније биле обавезне. Године 2018. објављено је да жене мисионарке те цркве могу да носе панталоне осим када присуствују храму и током недељних богослужења, служби крштења, руководства мисије и зонских конференција.
Године 2019, Вирџин Атлантик је почео да дозвољава својим стјуардесама да носе панталоне.